# Daleszewo
Daleszewo [dalɛˈʂɛvɔ] (German Ferdinandstein)  là một ngôi làng thuộc khu hành chính của Gmina Gryfino, thuộc hạt Gryfino, West Pomeranian Voivodeship, ở phía tây bắc Ba Lan, gần biên giới Đức. Nó nằm khoảng 8 kilômét (5 mi) phía đông bắc Gryfino và 12 km (7 mi) phía nam thủ đô khu vực Szczecin.
Ngôi làng có dân số xấp xỉ 1.100 người.